# MIX (informatica)
MIX è una macchina astratta descritta da Donald Knuth in The Art of Computer Programming. È stata in seguito sostituita da MMIX. Il linguaggio assembly di MIX è denominato MIXAL (MIX Assembly Language).

## Architettura
MIX è una macchina a registri in grado di effettuare operazioni sia in binario che in decimale. MIX lavora con parole di cinque byte dotate di segno. Se si utilizza il binario ogni byte è composto da 6 bit dato che può assumere valori tra 0 e 63.
I registri di MIX sono 9: un accumulatore (A), un registro X, sei registri indice e un registro per il salto (J).

## Implementazioni
Esistono implementazioni libere di MIX, tra cui GNU MDK (GNU MIX Development Kit).